# 2024 en philosophie
Chronologie de la philosophie
- 2020
- 2021
- 2022
- 2023
- 2024
- 2025
- 2026
- 2027
- 2028

L’année 2024 a été marquée, en philosophie, par les événements suivants :

## Événements
- 22 avril : tricentenaire de la naissance d'Emmanuel Kant, philosophe allemand.

## Publications
- x